# Umaglesi Liga 1997-1998
L'Umaglesi Liga 1997-1998 è stata la nona edizione della massima serie del campionato georgiano di calcio. La stagione è iniziata l'8 luglio 1997 e si è conclusa il 22 maggio 1998. La Dinamo Tbilisi ha vinto il campionato per la nona edizione consecutiva.

## Stagione

### Novità
Dalla Umaglesi Liga 1996-1997 sono stati retrocessi il Samt'redia, il Kakheti Telavi e l'Iveria Khashuri, mentre dalla Pirveli Liga sono stati promossi il Magaroeli Chiatura, il Morkinali Tbilisi e il Lok’omot’ivi Tbilisi.

### Formula
Le 16 squadre partecipanti si sono affrontate in un girone all'italiana con partite di andata e ritorno, per un totale di 30 giornate. La squadra prima classificata è stata dichiarata campione di Georgia ed ammessa al primo turno preliminare della UEFA Champions League 1998-1999. La seconda classificata veniva ammessa al turno preliminare della Coppa UEFA 1998-1999. La terza classificata veniva ammessa alla Coppa Intertoto 1998. La squadra vincitrice della coppa nazionale veniva ammessa al turno preliminare della Coppa delle Coppe 1998-1999. Le ultime due classificate venivano retrocesse in Pirveli Liga.

### Avvenimenti
Nel corso della stagione il Morkinali Tbilisi ha cambiato denominazione in WIT Georgia.

## Squadre partecipanti
| Club                   | Città        | Stagione 1996-1997                                           |
| ---------------------- | ------------ | ------------------------------------------------------------ |
| Dila Gori              | Gori         | 8º posto in Umaglesi Liga                                    |
| Dinamo Batumi          | Batumi       | 3º posto in Umaglesi Liga                                    |
| Dinamo Tbilisi         | Tbilisi      | Campione di Georgia                                          |
| Guria Lanchkhuti       | Lanchkhuti   | 13º posto in Umaglesi Liga                                   |
| K'olkheti-1913 Poti    | Poti         | 2º posto in Umaglesi Liga                                    |
| Lok’omot’ivi Tbilisi   | Tbilisi      | 2º posto in Pirveli Liga gruppo est                          |
| Magaroeli Chiatura     | Ch'iatura    | 1º posto in Pirveli Liga gruppo ovest                        |
| Margveti Zest'aponi    | Zestaponi    | 7º posto in Umaglesi Liga                                    |
| Merani-91 Tbilisi      | Tbilisi      | 4º posto in Umaglesi Liga                                    |
| Met'alurgi Rustavi     | Rustavi      | 10º posto in Umaglesi Liga                                   |
| Odishi Zugdidi         | Zugdidi      | 6º posto in Umaglesi Liga                                    |
| Samgurali Ts'q'alt'ubo | Ts'q'alt'ubo | 11º posto in Umaglesi Liga                                   |
| Sioni Bolnisi          | Bolnisi      | 9º posto in Umaglesi Liga                                    |
| STU Tbilisi            | Tbilisi      | 12º posto in Umaglesi Liga                                   |
| Torpedo Kutaisi        | Kutaisi      | 5º posto in Umaglesi Liga                                    |
| WIT Georgia            | Tbilisi      | 1º posto in Pirveli Liga gruppo est (come Morkinali Tbilisi) |

## Classifica finale
|  | Pos. | Squadra                | Pt | G  | V  | N | P  | GF | GS | DR  |
|  | ---- | ---------------------- | -- | -- | -- | - | -- | -- | -- | --- |
|  | 1.   | Dinamo Tbilisi (-5)    | 71 | 30 | 24 | 4 | 2  | 86 | 15 | +71 |
|  | 2.   | Dinamo Batumi          | 61 | 30 | 18 | 7 | 5  | 58 | 19 | +39 |
|  | 3.   | K'olkheti-1913 Poti    | 57 | 30 | 17 | 6 | 7  | 56 | 27 | +29 |
|  | 4.   | T'orp'edo Kutaisi      | 54 | 30 | 15 | 9 | 6  | 51 | 30 | +21 |
|  | 5.   | Odishi Zugdidi         | 49 | 30 | 15 | 4 | 11 | 43 | 51 | -8  |
|  | 6.   | Lok’omot’ivi Tbilisi   | 44 | 30 | 12 | 8 | 10 | 34 | 37 | -3  |
|  | 7.   | Merani-91 Tbilisi (-7) | 39 | 30 | 13 | 7 | 10 | 39 | 33 | +6  |
|  | 8.   | STU Tbilisi            | 39 | 30 | 11 | 6 | 13 | 35 | 33 | +2  |
|  | 9.   | Dila Gori              | 37 | 30 | 11 | 4 | 15 | 31 | 36 | -5  |
|  | 10.  | WIT Georgia            | 36 | 30 | 9  | 9 | 12 | 27 | 37 | -10 |
|  | 11.  | Met'alurgi Rustavi     | 34 | 30 | 10 | 4 | 16 | 32 | 41 | -9  |
|  | 12.  | Samgurali Ts'q'alt'ubo | 34 | 30 | 9  | 7 | 14 | 31 | 50 | -19 |
|  | 13.  | Sioni Bolnisi (-5)     | 31 | 30 | 10 | 6 | 14 | 49 | 47 | +2  |
|  | 14.  | Guria Lanchkhuti       | 27 | 30 | 6  | 9 | 15 | 30 | 58 | -28 |
|  | 15.  | Magaroeli Chiatura     | 26 | 30 | 7  | 5 | 18 | 25 | 59 | -34 |
|  | 16.  | Margveti Zest'aponi    | 13 | 30 | 2  | 7 | 21 | 21 | 75 | -54 |

Legenda:
      Campione di Georgia e ammesso alla UEFA Champions League 1998-1999
      Ammesso alla Coppa UEFA 1998-1999
      Ammesso alla Coppa delle Coppe 1998-1999
      Ammessa alla Coppa Intertoto 1998
      Retrocesse in Pirveli Liga 1998-1999
Note:
Tre punti a vittoria, uno a pareggio, zero a sconfitta.
Il Merani-91 Tbilisi ha scontato 7 punti di penalizzazione.
La Dinamo Tbilisi e il Sioni Bolnisi hanno scontato 5 punti di penalizzazione.

## Risultati
|                        | DiT  | DiB  | Kol  | Tor  | Odi  | Lok  | Mer  | STU  | Dil  | WIT  | Met  | SaT  | Sio  | Gur  | Mag  | Mar  |
| ---------------------- | ---- | ---- | ---- | ---- | ---- | ---- | ---- | ---- | ---- | ---- | ---- | ---- | ---- | ---- | ---- | ---- |
| Dinamo Tbilisi         | –––– | 2-0  | 3-0  | 3-0  | 4-0  | 4-0  | 4-0  | 5-2  | 4-0  | 0-0  | 2-0  | 2-2  | 2-1  | 6-0  | 2-0  | 6-0  |
| Dinamo Batumi          | 1-0  | –––– | 0-0  | 2-0  | 1-0  | 4-1  | 0-0  | 2-0  | 2-0  | 1-1  | 4-0  | 7-1  | 2-0  | 5-0  | 3-0  | 5-2  |
| Kolkheti-1913 Poti     | 3-1  | 0-1  | –––– | 2-2  | 0-1  | 2-0  | 3-0  | 0-1  | 0-2  | 1-0  | 5-0  | 6-1  | 3-1  | 2-0  | 6-1  | 3-0  |
| Torpedo Kutaisi        | 1-4  | 1-0  | 1-1  | –––– | 4-1  | 4-1  | 3-0  | 4-2  | 1-0  | 0-0  | 4-0  | 2-0  | 1-0  | 4-0  | 1-2  | 1-1  |
| Odishi Zugdidi         | 1-5  | 1-4  | 1-3  | 0-0  | –––– | 0-2  | 1-0  | 1-0  | 3-0  | 5-0  | 3-2  | 4-0  | 4-2  | 1-0  | 4-1  | 2-2  |
| Lokomotivi Tbilisi     | 0-0  | 0-1  | 1-3  | 0-1  | 0-0  | –––– | 1-1  | 1-1  | 2-1  | 2-2  | 2-1  | 2-0  | 0-0  | 2-1  | 2-0  | 3-0  |
| Merani-91 Tbilisi      | 0-5  | 1-2  | 1-2  | 1-0  | 6-0  | 0-1  | –––– | 1-0  | 1-0  | 2-1  | 2-1  | 1-2  | 4-0  | 5-0  | 1-0  | 1-0  |
| STU Tbilisi            | 0-1  | 0-0  | 0-2  | 0-0  | 1-2  | 2-1  | 0-1  | –––– | 0-2  | 0-0  | 1-0  | 2-1  | 4-2  | 0-0  | 4-0  | 5-0  |
| Dila Gori              | 1-2  | 1-3  | 0-0  | 1-1  | 3-0  | 3-0  | 2-0  | 0-2  | –––– | 2-3  | 2-1  | 2-0  | 1-0  | 2-1  | 2-0  | 1-0  |
| WIT Georgia            | 0-2  | 2-1  | 2-1  | 0-2  | 1-1  | 2-2  | 1-1  | 0-1  | 2-0  | –––– | 1-0  | 2-0  | 2-0  | 1-0  | 0-0  | 0-0  |
| Met'alurgi Rustavi     | 0-1  | 1-1  | 3-1  | 0-0  | 3-0  | 0-2  | 1-1  | 0-2  | 1-0  | 2-0  | –––– | 2-0  | 1-0  | 4-1  | 2-1  | 3-0  |
| Samgurali Ts'q'alt'ubo | 0-2  | 1-1  | 0-0  | 3-4  | 0-1  | 2-0  | 0-0  | 2-1  | 0-0  | 3-0  | 1-0  | –––– | 1-0  | 3-1  | 3-0  | 2-2  |
| Sioni Bolnisi          | 0-4  | 1-0  | 2-2  | 4-3  | 6-0  | 0-2  | 2-2  | 1-0  | 3-1  | 3-0  | 2-0  | 2-0  | –––– | 2-2  | 4-0  | 7-1  |
| Guria Lanchkhuti       | 0-4  | 1-1  | 0-1  | 1-1  | 1-1  | 1-2  | 1-1  | 1-1  | 3-2  | 2-1  | 1-1  | 2-0  | 2-1  | –––– | 3-1  | 4-0  |
| Magaroeli Chiatura     | 1-1  | 1-0  | 1-2  | 0-2  | 1-3  | 1-1  | 0-1  | 2-3  | 1-0  | 1-0  | 0-3  | 1-1  | 3-3  | 2-0  | –––– | 2-1  |
| Margveti Zestap'oni    | 2-5  | 1-4  | 1-2  | 1-3  | 0-2  | 0-1  | 0-4  | 1-0  | 0-0  | 2-4  | 1-0  | 1-2  | 0-0  | 1-1  | 1-2  | –––– |